# 平岸通

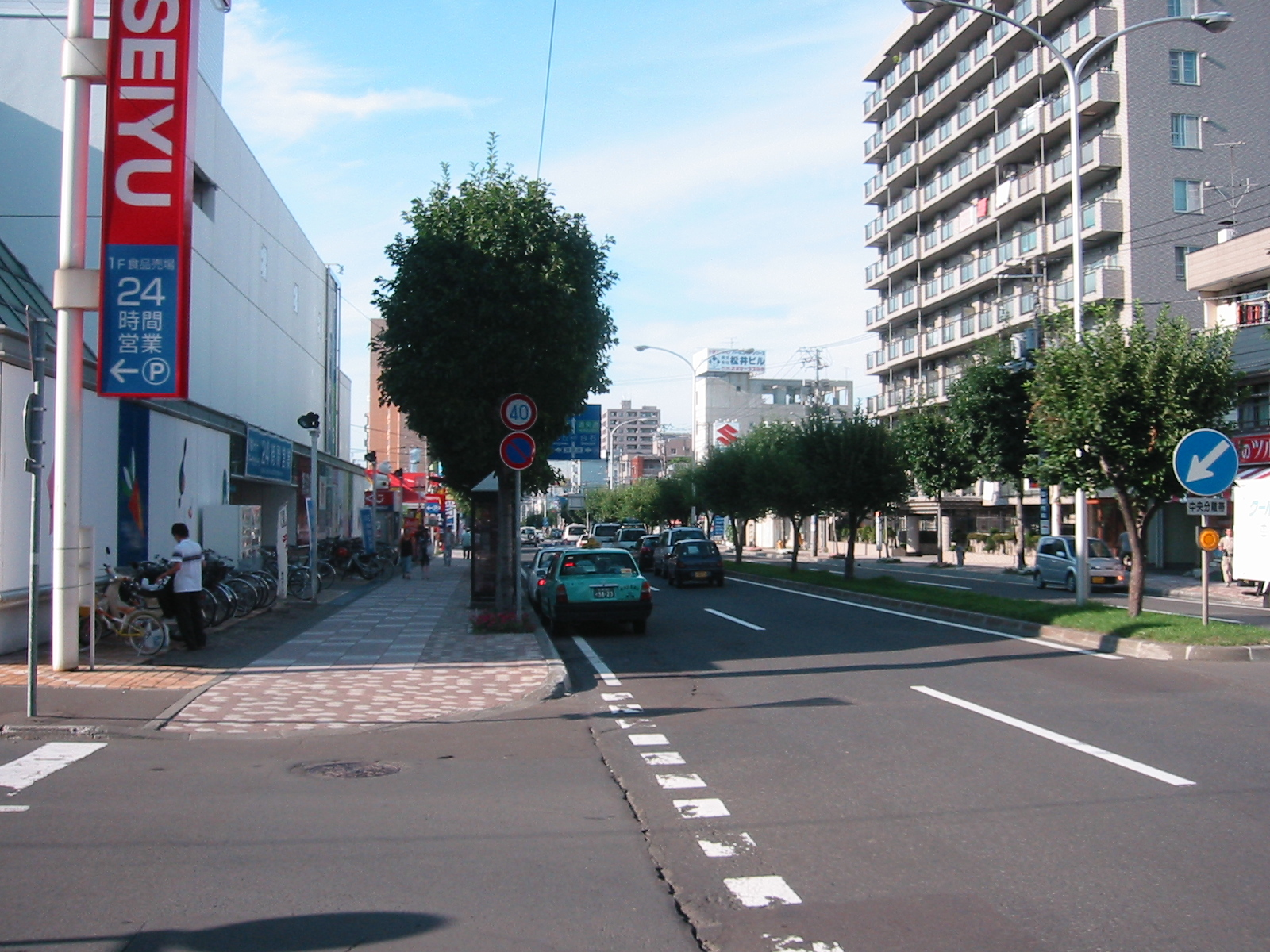
豊平区平岸2条10丁目付近（2007年8月）

平岸通（ひらぎしどおり）は、札幌市豊平区から南区に至る都市計画道路。通称平岸街道。区間により国道453号となる。

## 路線データ
- 起点：札幌市豊平区豊平6条5丁目（菊水旭山公園通交点）[1]
- 終点：札幌市南区石山1条5丁目（国道230号（石山通）交点）[1]
- 幅員：20 m[1]
- 車線数：4車線[1]

## 歴史
平岸通（平岸街道）は、1871年（明治4年）に開拓使がアイヌ語で「ピラ・ケシ・イ」（現在の平岸）と呼ぶ原生林の地（現在の学校法人北海学園付近）に延長1,400間（約2,500 m）、幅員10間（約18 m）の直線道路を開削したのが始まりになっている。1873年（明治6年）に現在の澄川—真駒内間に有珠新道（本願寺道路）が開通している。当時は道路の真ん中に精進川から水を引く掘割（用水路）があり、りんご園が広がっていた。堀をはさんで上側の道路（上道）は道路整備を進めていったが、下側の道（下道）は狭い悪路であった。なお、1961年（昭和36年）の平岸街道拡張工事の際に堀は埋め立てられた。
1879年（明治12年）に平岸街道から豊平橋までは曲がりくねった踏み分け道で札幌へ往来するのに不便であったことから、札幌本道（現在の国道36号）から平岸街道までの道路を開削した。その後、戦後にアメリカ軍駐留の影響によって一時閉鎖となるまでは真駒内種畜場や石山方面へ抜ける幹線道路として使用していた。1965年（昭和40年）に起点から平岸3条15丁目までの区間が北海道道512号札幌支笏湖線に指定された。1977年（昭和52年）に国道230号の石山バイパス（石山大橋）完成に伴い、石山地区の旧国道が市道になった。1993年（平成5年）に道道512号札幌支笏湖線が国道453号に昇格した。1999年（平成11年）に石山陸橋下の石切山隧道が開通した。

## 路線状況
区間
- 国道453号（起点 - 札幌市豊平区平岸3条15丁目）

道路施設
- 精進橋 (7.90 m)[8]
- 慈恵橋
- 石切山隧道 (95 m)[9]

## 地理
起点付近には学校法人北海学園の教育施設（北海学園大学・北海高等学校・北海学園札幌高等学校、北海商科大学）が集積しており、地下には札幌市営地下鉄東豊線学園前駅がある。白石中の島通交点の地下には札幌市営地下鉄南北線平岸駅があり、札幌市立平岸小学校前は月寒へと続くアンパン道路の始まりになっている。天神山の東側を通る辺りから地下鉄のシェルターが並行している。南区になると澄川を抜けて陸上自衛隊真駒内駐屯地、都市再生機構（UR）五輪団地の東側を通る。真駒内駅からさらに南下すると、定山渓鉄道線の廃線跡を挟んで2本の道路が並行し、真駒内交差点から東側の道路が平岸通になる。石山陸橋交差点では平岸3条15丁目で分岐した国道453号（真駒内通）と立体交差する。終点で国道230号（石山通）に合流する。

### 交差する道路
- 菊水旭山公園通
- 豊園通
- 米里行啓通
- 白石中の島通
- 北海道道89号札幌環状線（環状通）
- 北海道道453号西野白石線（白石藻岩通）
- 国道453号
- 福住桑園通
- 北海道道82号西野真駒内清田線（五輪通）
- 国道453号（真駒内通）
- 国道230号（石山通）